# Bébi úr
A Bébi úr (eredeti cím: Boss Baby) 2017-ben bemutatott egész estés amerikai 3D-s számítógépes animációs film, rendezője Tom Grath. A film producere Ramsey Ann Naito. A forgatókönyvet Michael McCullers írta, a zenéjét Hans Zimmer és Steve Mazzaro szerezte. A mozifilm a DreamWorks Animation gyártásában készült, ez a 34. DreamWorks-film. A 20th Century Fox forgalmazásában jelent meg. Műfaja filmvígjáték.
A filmet Amerikában 2017. március 31-én a 20th Century Fox, míg Magyarországon 2017. április 13-án mutatták be a mozikban az Intercom forgalmazásában. Ez volt az utolsó DreamWorks film, amit Magyarországon az InterCom forgalmazásában jelent meg, miután 2019-tól ismét a UIP-Dunafilm vette át a DreamWorks filmek forgalmazását az Így neveld a sárkányodat 3. című filmmel.

## Cselekmény
Tim a gondtalan hétévesek képzeletbeli kalandokban bővelkedő életét éli, mikor egyszer csak szörnyű megrázkódtatás éri: megszületik – illetve dehogy is, taxival megérkezik a kisöccse. Az öltönyös, aktatáskás csecsemő valóságos kis szörnyetegnek bizonyul, aki se perc alatt az ujja köré csavarja Tim szüleit. Már csak az ő kiszolgálása fontos nekik, és még Tim dalát is „neki adják”; azt meg valahogy képtelenek észrevenni, hogy ez a baba több, mint gyanús. Tim viszont rájön, hogy az öccse tud beszélni, járni, telefonálni – az egész babasága csak álca! Kifigyeli az általa szervezett baba-meetinget, de ahelyett, hogy a szüleinek bizonyítani tudná a tényeket, csak jól magára haragítja őket. Szobafogságra ítélik, míg meg nem szereti a kistestvérét.
Sanyarú helyzetéből éppen az öcs, Bébi úr menti ki. Felfedi Tim előtt, hogy a Bébi Rt. alkalmazásában áll, jelenleg középvezető, de feljebb is juthat, ha megoldja a feladatot, amely miatt ide küldték – akkor pedig visszatér a Bébi Rt. székhelyére, és övé lesz a jutalmak jutalma: a sarokiroda és az arany bili. És talán ő is kap egy portrét a falon, mint példaképe, Szuper Kolosszális Nagy Kövér Főnök Bébi. A cég dolgozói sosem nőnek fel, egy speciális tápszer megmenti őket a felnőttség kellemetlenségeitől (ám akit lefokoznak, kikerül egy családba). Az aktuális, égető feladat: felfedni, mire készül a Kutyus Park, amelynek Tim szülei is dolgoznak. A Bébi Rt.-nél tisztában vannak vele, hogy a kutyák egyre tekintélyesebb helyet foglalnak el a fiatal párok népszerűségi listáján a babák rovására; Bébi úrra vár, hogy felderítse, milyen az új kutyus. Tim beleegyezik, hogy segít neki, hiszen így Bébi úr kiléphet végre a családjuk életéből.
Az együttműködés első lépéseként Tim és Bébi úr a szüleikkel tartanak a családi napra, hogy információkat kutassanak fel a kutya-projektre vonatkozóan. Ám a Kutyus Park igazgatója, Francis Francis – Apa és Anya főnöke – csapdába csalja őket. Felfedi Tim és Bébi úr előtt, hogy ő nem más, mint Szuper Kolosszális Nagy Kövér Főnök Bébi, aki tejcukor-érzékenysége miatt kiesett a Bébi Rt.-ből, és akarata ellenére egy családhoz került. Most a célja a Bébi Rt. elleni bosszú az új, minden eddiginél cukibb, soha fel nem növő kutya kifejlesztésével. Elkobozza Bébi úr speciális tápszerét – ami nem csak azért felelős, hogy megőrizze babaságát, de azért is, hogy értelmes maradjon –, ezzel készülnek ugyanis tökéletesíteni az Örök Kölyköt, hogy aztán elárasszák vele az egész világot.
Francis Francis magával viszi Anyát és Apát, míg a gyerekeket borzasztó fivérére, Eugenre hagyja. Tim és Bébi úr nagy nehézségek árán kijátsszák a bébicsőszt, ám a Las Vegasba tartó repülőgépet már nem tudják elérni – amiért mindketten a másikat hibáztatják. Mégis hajlandóak újra összedolgozni; feljutnak egy gépre, és sikeresen odaérnek a vegasi kutyabemutatóra.
Az Örök Kölyök cukisága csakugyan mindenkit kenyérre ken, de Timnek és Bébi úrnak sikerül felhívni magukra a bemutatóhoz asszisztáló szüleik figyelmét. Francis Francis viszont hamarjában egy bőröndbe csomagolja Apát és Anyát, és odacipeli az Örök Kölyköket kilőni készülő rakétája alá. Tim és Bébi úr minden bátorságukat összeszedve megküzdenek Eugennel és Francisszel. Megmentik a szülőket, és megakadályozzák a kiskutyák világba kiszórását is – ami nem kis kihívás, tekintve, hogy Bébi úr a tápszere híján egyre többször babásul vissza.
Mindenki megkapja, amit akart: Bébi úr a sarokirodát emeletnyi magas asztallal és az arany bilit, Tim pedig a régi egyke életét. Ám ezeket egyikük sem élvezi úgy, mint tervezte. Úgyhogy mikor Bébi úr megkapja Tim levelét, melyben kifejezi, hogy visszavárja, ő vezető pozícióját sutba dobva vágtázik a baba-ledobó automata felé, hogy újra testvérek lehessenek.
„És ez igaz történet, Apa?” – kérdezi a narrátort – a már felnőtt Timet – a lánya, akinek épp most született kishúga. De tekintve Ted bácsikája Bébi urat idéző gesztusait, bizonyos, hogy az. Amikor látható a kishúg kosztümje, ez végképp bizonyosságot nyer.

## Szereplők
| Szereplő            | Eredeti hang             | Magyar hang      | Faj     |
| ------------------- | ------------------------ | ---------------- | ------- |
| Tim                 | Miles Christopher Bakshi | Straub Martin    | ember   |
| Bébi úr             | Alec Baldwin             | Csankó Zoltán    | ember   |
| Francis E. Francis  | Steve Buscemi            | Schnell Ádám     | ember   |
| Apa                 | Jimmy Kimmel             | Stohl András     | ember   |
| Anya                | Lisa Kudrow              | Szávai Viktória  | ember   |
| Idős Tim / Narrátor | Tobey Maguire            | Hamvas Dániel    | ember   |
| Staci               | ViviAnn Yee              | Stern Hanna      | ember   |
| Jimbo               | David Soren              | Minárovits Péter | ember   |
| Hármas ikrek        | Eric Bell Jr.            | Gergely Attila   | emberek |
| Mági                | James McGrath            | Harsányi Gábor   | játék   |
| Eugene              | Conrad Vernon            | Schneider Zoltán | ember   |
| Nagyfőnök bébi      | Edie Mirman              | Halász Aranka    | ember   |
| Maci                | James Ryan               | Seder Gábor      | játék   |
| Ross kapitány       | Chris Miller             | Jakab Csaba      | ember   |

További magyar hangok: Bárány Virág, Bartók László, Bertalan Ágnes, Dénes Viktor, Farkas Zita, Fehér Péter, Ifj. Fehérváry Márton, Fellegi Lénárd, Gyarmati Laura, Gyarmati Zsolt, Hám Bertalan, Kapácsy Miklós, Karácsonyi Zoltán, Martin Adél, Mezei Kitty, Mohácsi Nóra, Polyák Olivér, Vida Bálint, Vida Sára

## Fogadtatás
Közepesen teljesített az értékelő weboldalakon; az Internet Movie Database 6,4 pontra értékeli, 59 415 szavazás alapján. A Metacriticen 50 pontja van, ami 32 kritikán alapul, míg a Rotten Tomatoes weboldalon 57 százalékon áll, ez 28 641 voks eredménye.

## Díjak és jelölések
- 2018 legjobb animáció Oscar-jelölés

## Televíziós megjelenések
HBO, HBO 2, HBO 3, TV2, RTL Három